# بافر دیسک

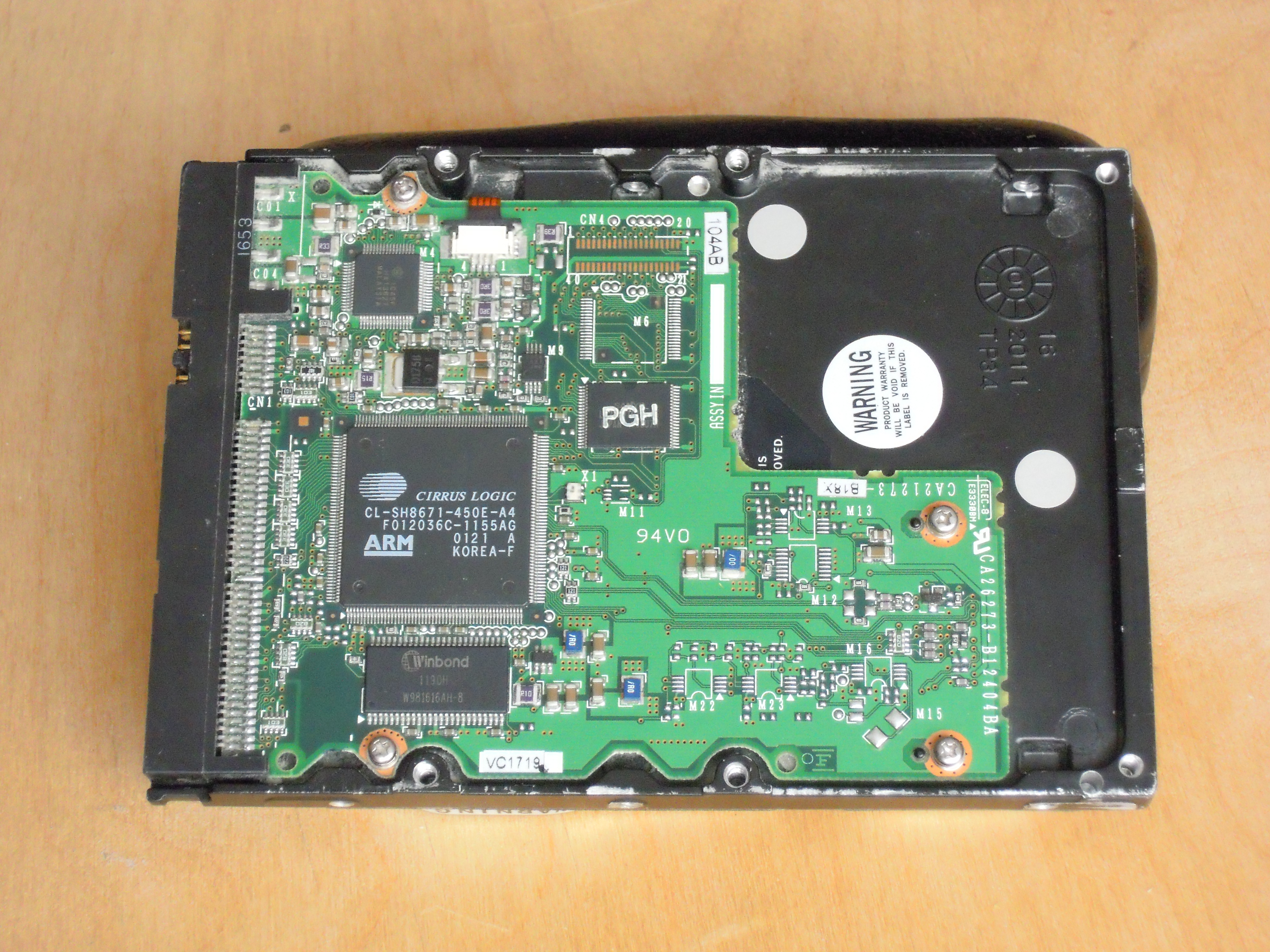
یک هارد دیسک در یک بافر.

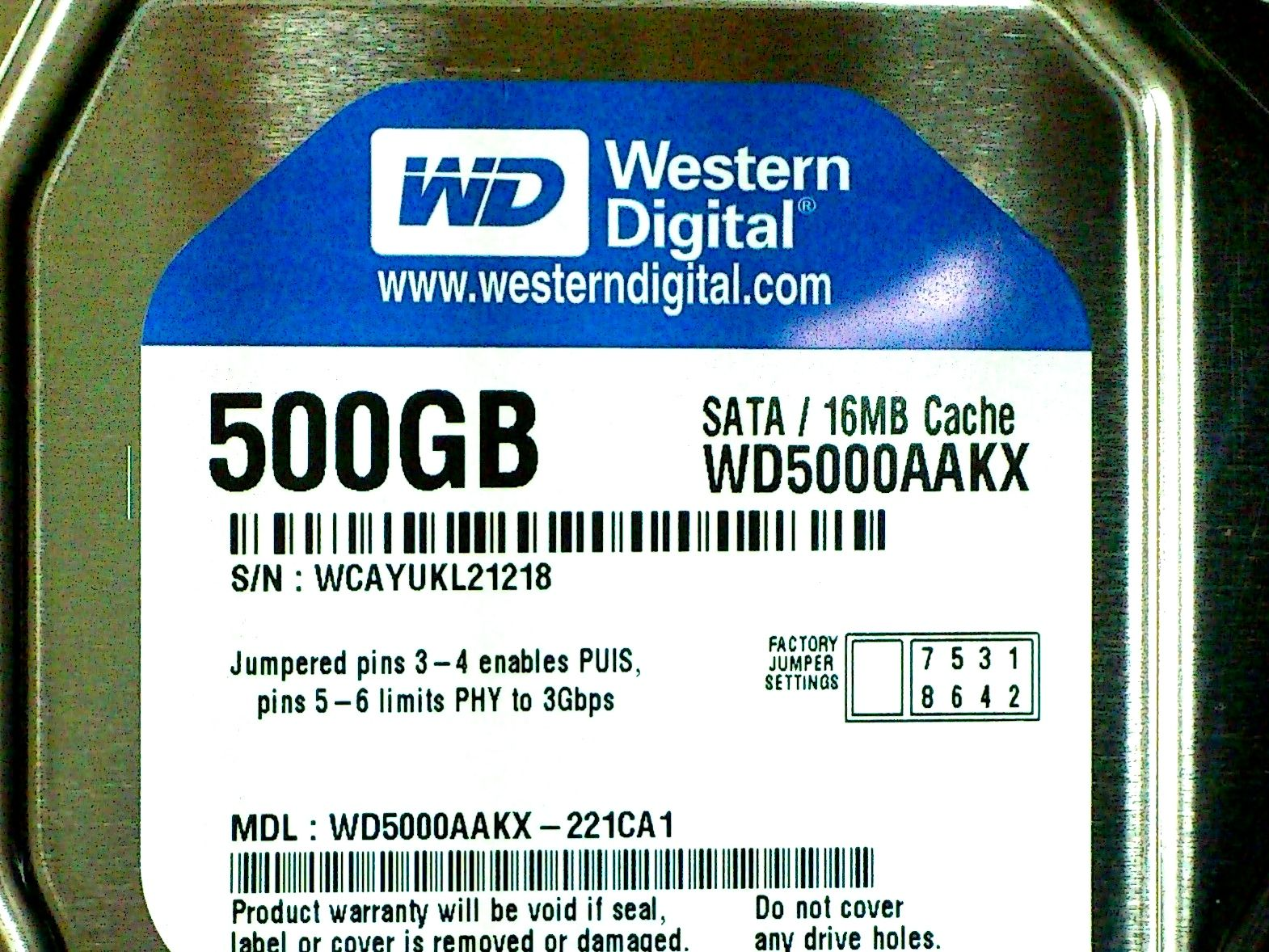
یک هارد 500 گیگابایتی در یک بافر 16 مگابایتی.

بافر دیسکدر ذخیره‌سازی کامپیوتر، بافر دیسک (اغلب دوپهلو، حافظه نهان دیسک یا بافر کش نامیده می‌شود) حافظه جاسازی شده در یک هارد دیسک که به عنوان یک بافر بین بقیه کامپیوتر و پلاتر فیزیکی هارد دیسک است، برای ذخیره‌سازی استفاده می‌شود. هارد دیسک‌های مدرن با ۸-۱۲۸ مگابایت، از این حافظه آمده، و دیسک‌های حالت جامد با تا ۵۱۲ مگابایت یا ۱ گیگابایت نیز به همین صورت از این حافظه آمده‌اند. در اواخر ۱۹۸۰، به دلیل اینکه تقریباً تمام هارد دیسک‌ها به فروش رسید، میکروکنترلرها یا ATA، سریال ATA، SCSI یا رابط کانال فیبر، جاسازی شدند. مدارات درایو معمولاً مقدار کمی از حافظه را برای ذخیرهٔ بیت‌ها در رفت‌وآمد پلاتر دیسک، استفاده می‌کنند. بافر دیسک از لحاظ فیزیکی متمایز است و از صفحات مختلف کش جهت نگهداری سیستم عامل در حافظهٔ اصلی کامپیوتر استفاده می‌کند. بافر دیسک به وسیلهٔ میکروکنترلرای که در درایو هارددیسک است کنترل می‌شود و صفحهٔ کش نیز به وسیلهٔ کامپیوتر برای دیسکی که ضمیمه شده‌است، کنترل می‌شود. بافر دیسک معمولاً کوچک است، از ۸ تا ۶۴ ،MiB، و صفحهٔ کش به‌طور کلی تمام حافظهٔ فیزیکی استفاده نشده‌است. زمانی که داده در صفحهٔ کش در چندین زمان دوباره استفاده می‌شود، داده در بافر دیسک به ندرت استفاده می‌شود. از این جهت، انواع کش دیسک و بافر کش اسم غلطی هستند؛ در کنترل کننده‌های حافظهٔ جاسازی شده بیش تر بافر دیسک نامیده می‌شود. توجه شود که که آرایه کنترل کننده‌های دیسک برخلاف کنترل کنندهٔ دیسک معمولاً حافظهٔ کش نرمال 0.5-8 GiB دارند.

## موارد استفاده

### خواندن روبه جلو/خواندن روبه عقب
زمانی که خواندن از دیسک را اجرا می‌کنیم، بازوهای هد خواندن /نوشتن را حرکت می‌دهند برای نزدیک شدن به ترک صحیح، و بعد از زمان انجام یسری تغییرات هد خواندن شروع به کندن بیت‌ها می‌کند. معمولاً، اولین سکتور برای خواندن، یکی از درخواست‌ها برای سیستم عامل نیست. دیسک کامپیوترهای جاسازی شده معمولاً سکتورهای درخواست داده نشده را در بافر دیسک ذخیره می‌کند به این دلیل که سیستم عامل بعداً آن‌ها را درخواست کند.

### سرعت در نوشتن
میکروکنترلر دیسک‌های جاسازی شده ممکن است به یک کامپیوتر اصلی سیگنال بدهد که نوشتن دیسک فوراً پس از دریافت نوشتن داده کامل شده‌است، قبل اینکه داده‌ها دقیقاً روی پلاتر نوشته بشوند. سیگنال اولیه اجازه می‌دهد که کامپیوتر اصلی کارش را ادامه بدهد حتی در مورد داده‌هایی که طبیعتاً هنوز نوشته نشده‌اند. این می‌تونه گاهی اوقات خطرناک باشد، چرا که پاور قبل از اینکه داده‌ها به‌طور ثابت در مدیای مغناطیسی فیکس شوند، تمام می‌شود، داده‌ها ممکن است از روی بافر دیسک پاک شوند (از بین بروند) و فایل سیستم روی دیسک ممکن است به طرف چپ صفحه ناجور (متناقض) بشود. در بعضی دیسک‌ها، این دورهٔ آسیب‌پذیر بین سیگنال دادن کامل شدن نوشتن و فیکس شدن داده  می‌تواند به‌طور قراردادی طول بکشد، همانند نوشتن که می‌توانند به‌طور نامحدود بوسیلهٔ درخواست‌هایی که می‌رسد مدت دار باشد. به این دلیل، افزایش در نوشتن می‌تواند بحث بر انگیز باشد. هماهنگی می‌تواند ادامه پیدا کند، اگرچه، بوسیلهٔ استفاده  کردن از بستهٔ باتری سیستم حافظه برای کش دیتا. البته این معمولاً تنها در بالای کنترل کننده‌های RAID پیدا می‌شود. متناوباً، کس می‌تواند به‌طور ساده خاموش بشود هنگامی که به‌درستی داده بیش تر از چیزی که برای نوشتن ضروری است فرض بشود. گزینهٔ دیگر برای ارسال داده به دیسک در یک نظم دقت مدیریت و مشکل فلش کش معمولاً در مکان‌های درست، شبیه فایل سیستم ZFS انجام می‌شود.

### صف بندی فرمان
SATA جدید و بیش تر دیسک‌های SCSI می‌توانند فرمان‌های متعدد را بپذیرند هنگامی که یک فرمان در ادارهٔ صف دستور است. این فرمان‌ها در کنترل کنندهٔ دیسک‌های جاسازی شده ذخیره می‌شوند تا وقتی که کامل شوند. یک منفعتی که در فرمان‌ها می‌تواند ارائه شود تا پردازش کاراتر باشد، بنابراین فرمان‌های مؤثر بعضی ناحیه‌های دیسک بایکدیگر گروه بندی می‌شوند. باید یک عمل خواندن به داده‌ای در انتهای صف نوشتن مراجعه کند، به داده‌های نوشته شده بازگشت داده خواهند شد. صف فرمان برای نوشتن سرعتش در سیستم عامل کامپیوتر متفاوت است این نکته (اخطار) هست هنگامی که داده دقیقاً بر روی مدیای مغناطیسی نوشته می‌شود.OS می‌تواند این اطلاعات را برای نگه داشتن فایل سیستم از طریق نوشتن، استفاده کند.